# Blast (Biologie)
Ein Blast (von altgriechisch βλαστός blastós „Keim, Spross“) ist eine junge, nicht endgültig differenzierte Zelle, die sich teilt bzw. Funktionsproteine synthetisiert. Blasten differenzieren in der Regel zu einem speziellen Zelltyp aus. Manche an sich ausdifferenzierte Zellen können wieder zu Blasten „entdifferenzieren“. Auch bei Tumorzellen spricht man bei Vorliegen der typischen Eigenschaften der Blasten von blastären Tumorzellen.
Histologisch finden sich Zeichen der erhöhten Stoffwechselleistung:
- aufgelockertes Chromatin (sogenanntes Euchromatin)
- vergrößerter Zellkern
- vermehrt Endoplasmatisches Retikulum
- vermehrt Ribosomen
- vermehrt Mitochondrien
- erhöhter Energiestoffwechsel
- vermehrt RNA-Synthese
- vermehrt Protein-Synthese
- bei sich teilenden Zellen erhöhte DNA-Synthese
- meist ein Nucleolus

## Beispiele
| Zelle        | differenziert zu          | Funktion                                                  | typische Synthese-Produkte (Bsp.)                                                            |
| ------------ | ------------------------- | --------------------------------------------------------- | -------------------------------------------------------------------------------------------- |
| Osteoblast   | Osteozyt                  | Synthese der Knochenmatrix (Osteoid)                      | Osteopontin, Osteonektin, Osteocalcin, Kollagen, Chondroitin                                 |
| Chondroblast | Chondrozyt                | Synthese der Knorpelgrundsubstanz                         | Chondroitin, Kollagen, Keratansulfat, Hyaluronsäure, Proteoglykane (z. B. Aggrecan), Glykane |
| Myoblast     | Myozyt                    | Synthese von Muskel-Proteinen                             | Myosin, Aktin, Myoglobin                                                                     |
| Myeloblast   | Promyelozyt               | Bildung von Granulozyten                                  | DNA-Synthese                                                                                 |
| Erythroblast | Erythrozyt                | Bildung von Erythrozyten                                  | DNA-Synthese, Hämoglobin                                                                     |
| Monoblast    | Monozyt                   | (hypothetischer) Vorläufer der Monozyten                  | DNA-Synthese                                                                                 |
| Neuroblast   | Neuron (vorher Proneuron) | Bildung von Neuronen                                      | DNA-Synthese, Neurofilamente                                                                 |
| Glioblast    | Gliozyt                   | Bildung von Gliozyten (Astrozyt, Oligodendrozyt, Ependym) | DNA-Synthese                                                                                 |